# Cotula kotschyi
Cotula kotschyi là một loài thực vật có hoa trong họ Cúc. Loài này được Benth. & Hook.f. mô tả khoa học đầu tiên năm 1873.